# Dark House (2009)
Dark House é um filme americano, do gênero terror supernatural, dirigido por Darin Scott. Lançado em 2009, foi protagonizado por Jeffrey Combs, Meghan Ory e Diane Salinger com Matt Cohen, Shelly Cole, Danso Gordon, Ryan Melander, Bevin Prince, Meghan Maureen McDonough e Scott Whyte.